# Höhle von Ignatjewka

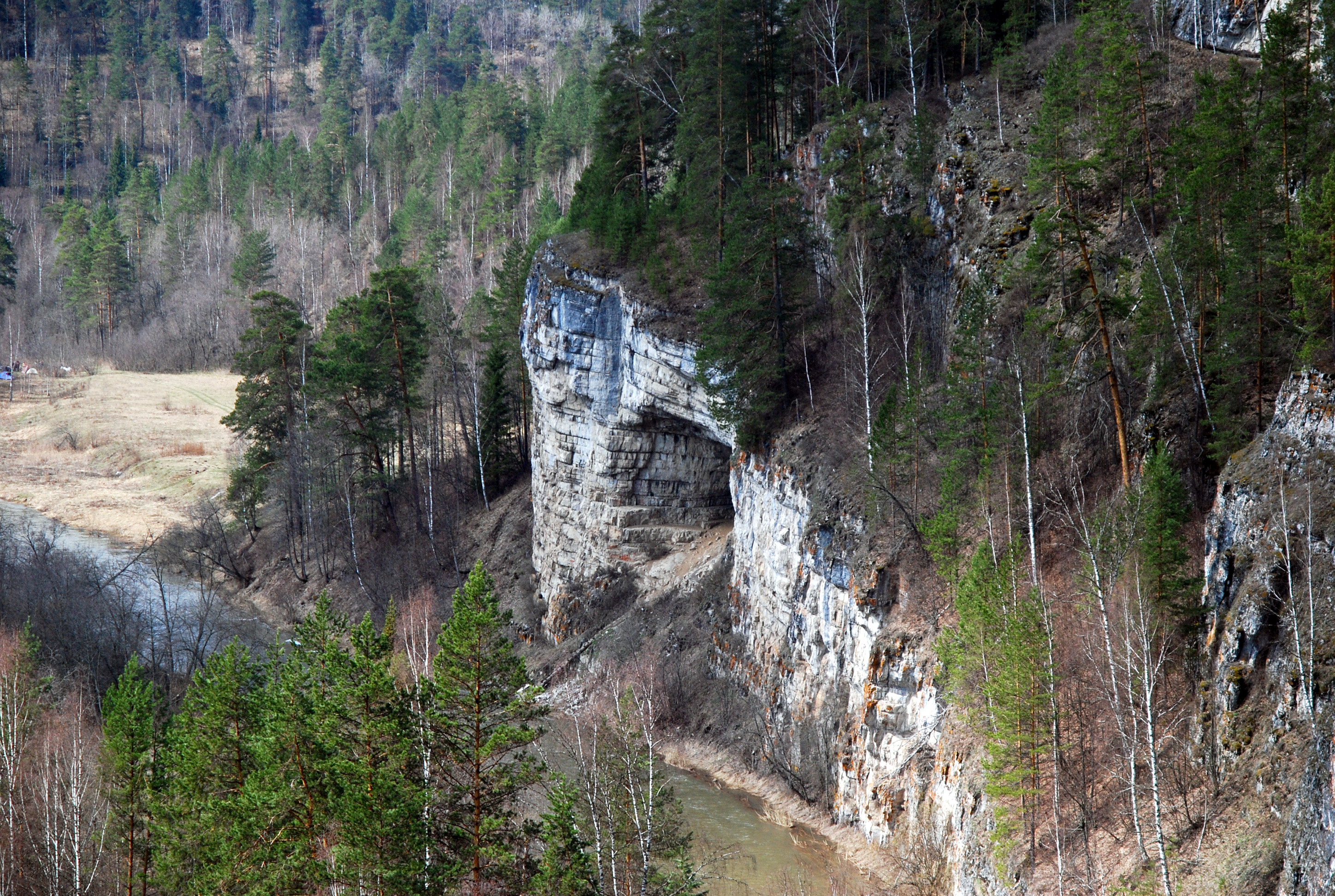
Der Fluss Sim und der Eingang zur Höhle von Ignatjewka

Die Höhle von Ignatjewka (russisch Игнатьевская пещера) befindet sich im Ural, sieben Kilometer vom Ort Serpiewka bei Kataw-Iwanowsk und nördlich des Naturreservats Schulgan Tasch in Russland.

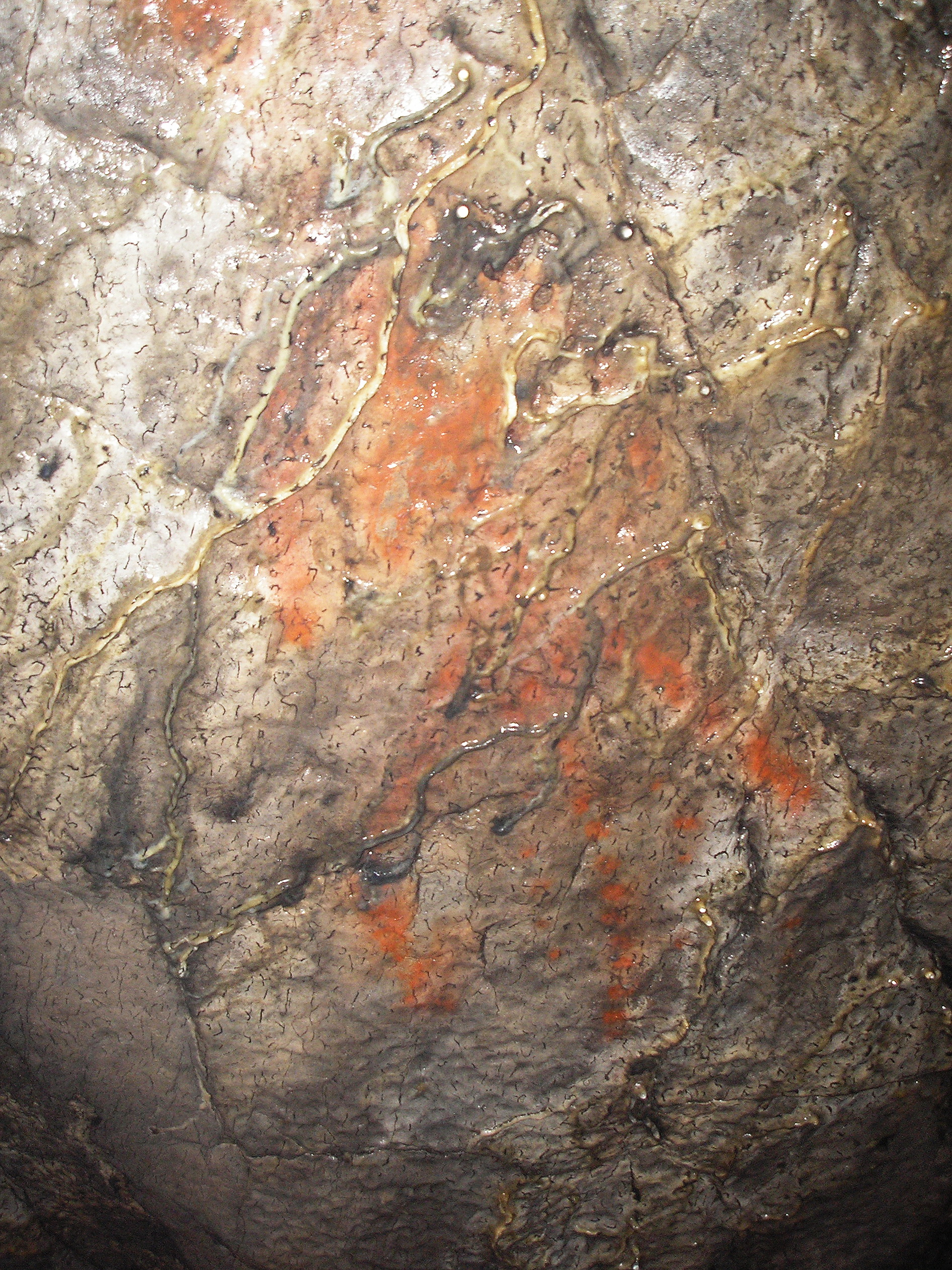
Frauenfigur in Rot im Endsaal der Höhle von Ignatjewka; Magdalenien

Die Höhle ist bekannt für ihre magdalenienzeitlichen Höhlenmalereien und Höhlenzeichnungen. Basierend auf einer Untersuchung von 2021 wird das Alter der Malereien im Endsaal mit 18 300 bis 15 800 BP angegeben; sie stammen also aus dem älteren bis mittleren Magdalenien.
In rund 120 Kilometer Entfernung befindet sich die Höhle von Kapowa.